# Diecezja San Lorenzo
Diecezja San Lorenzo (łac. Dioecesis Sancti Laurentii) – rzymskokatolicka diecezja w Paragwaju. Została erygowana 18 maja 2000.

## Ordynariusze
- Adalberto Martínez (2000–2007)
- Sebelio Peralta Alvarez (2008–2014)
- Joaquín Robledo (od 2015)